# La bellissima estate
Pour plus de détails, voir Fiche technique et Distribution.
La bellissima estate est un film dramatique italien réalisé par Sergio Martino et sorti en 1974.
Le film fait partie du genre de films mélodramatiques connus sous le nom de melodramma strappalacrime. On se souvient surtout du morceau de musique Il barone rosso de Luciano Michelini, qui deviendra par la suite la chanson thème de l'émission comique Larry et son nombril (2000-2011).

## Synopsis
Gianluca, fils d'Emanuela et de Vittorio Bennati, est en Versilia pour ses vacances d'été. Son père, auquel il est très attaché, s'absente souvent, à la fois pour des raisons professionnelles (il est ingénieur et propriétaire d'une industrie) et parce qu'il s'adonne à la course automobile en amateur, en cachette de sa femme. Par conséquent, lorsque sa mère lui annonce qu'ils ne reviendront pas à Milan à l'automne, Gianluca soupçonne la double vie de ses parents et un divorce imminent : le malentendu est facilité par l'amitié de Manuela pour l'architecte Giorgio Savona, qu'elle rencontre régulièrement. Les difficultés à se faire accepter par les villageois et son amitié avec la petite Olga, millionnaire comme lui, ne suffisent pas à calmer le garçon qui, un jour, en cachette de sa mère, réussit à s'enfuir à Milan. Il part à la recherche de son père, avec l'aide de son ami Marco et de l'étrange « il Barone ». Il découvre alors que son père est mort dans un accident lors d'une course automobile. Désemparé, Gianluca rentre chez lui, mais quelques jours plus tard, il a un accident avec une voiture jouet et souffre de très graves blessures : hospitalisé, il mourra dans les bras de sa mère désespérée, rêvant cependant de retrouver son père.

## Fiche technique
- Titre original italien : La bellissima estate[1],[2],[3]
- Réalisation : Sergio Martino
- Scénario : Luciano Martino, Sergio Martino, Sauro Scavolini
- Photographie : Giancarlo Ferrando (it)
- Montage : Daniele Alabiso (it)
- Musique : Alberto Pomeranz, Luciano Michelini (it)
- Décors : Franco Calabrese
- Costumes : Oscar Capponi
- Production : Luciano Martino
- Société de production : Dania Film
- Pays de production :  Italie
- Langue originale : italien
- Format : Couleurs par Technicolor - 2,35:1 - Son mono - 35 mm
- Genre : Drame
- Durée : 90 minutes
- Date de sortie : 
  - Italie : 6 décembre 1974

## Distribution
- Senta Berger : Emanuela
- John Richardson : Vittorio
- Alessandro Cocco : Gianluca
- Caterina Boratto : la princesse
- Lino Toffolo : le Baron Rouge
- Mario Erpichini : Giorgio Savona
- Renzo Marignano : Pietro, le chauffeur
- Duilio Cruciani : Marco
- Brizio Montinaro : le professeur
- Sabina Gaddi : Olga
- Carla Mancini :
- Bernardo Toccaceli :
- Lorenzo Piani :
- Gildo Di Marco : Giuseppe